# Cabri
Program Cabri je počítačový program určený pro systémy MS Windows a Mac OS. Sloužící jako prostředí k vytváření interaktivních geometrických konstrukcí na obrazovce počítače. Cabri je jedním z nejlepších znázornění dynamické geometrie na webových stránkách, slibná pomůcka pro výuku geometrie na středních a základních školách.
Cabri existuje ve verzi rovinné geometrie (Cabri II, nákresnou je plocha obrazovky monitoru) a ve verzi prostorové (Cabri 3D, nákresnou je celý prostor za obrazovkou monitoru, do kterého uživatel nahlíží jakoby oknem obrazovky). V obou případech se jedná o dynamickou geometrii: nakreslený obrázek lze modifikovat táhnutím myší za některý z geometrických útvarů, je možno vytvářet animace takových pohybů a stopy po pohybujících se objektech.
Práce s programem je podobná rýsování pomocí pravítka a kružítka na papír či na školní tabuli. Například místo pracného konstruování rovnoběžky stačí vybrat nástroj Rovnoběžka, myší označit bod, kterým má nová přímka procházet a také přímku, se kterou má být rovnoběžná. Rovnoběžnost se pak zachovává, i když se obrázek deformuje.
Výsledné obrázky lze ukládat na hard disk, přenášet do textových a grafických editorů nebo pohyblivé obrázky jednoduchým způsobem „zabudovat“ do WWW stránky. K tomu u rovinné verze slouží doplňková aplikace CabriWeb, kterou si uživatel může zdarma stáhnout z internetu a která převede hotový obrázek do okna appletu Java, prostorová verze umožňuje vkládání interaktivních obrázků do webových stránek a dokumentů kancelářského software také.

## Dostupnost
Demoverze programu Cabri je dostupná zdarma. Na internetu je k dispozici například z anglických stránek www.cabri.com nebo z českých stránek www.pf.jcu/cabri/[nedostupný zdroj], kde můžeme získat i české prostředí programu. Demoverze není omezená z hlediska funkcí programu, ale nelze v ní ukládat hotové konstrukce a program se 15 minutách po spuštění zavře. Tato verze slouží pouze k vyzkoušení programu a k prohlížení již hotových konstrukcí.
Plnou verzi Cabri nabízí u nás společnost Akermann. Spolupracuje tak s firmou Cabrilog, která je předním světovým výrobcem těchto geometrických výukových programů. K zakoupení jsou licence pro jednotlivce, skupiny, pro školy a časově omezené zvýhodněné verze pro studenty.

## Výhody a nevýhody programu
Prostředí programu je uživatelsky přístupné, ovládání je jednoduché, všechny potřebné funkce jsou zahrnuty v několika obrazových ikonách s textovými popisky. K programu také není problém stáhnout a doinstalovat češtinu. Dostupné jsou také manuály, učebnice ovládání programu , metodické materiály apod. v českém jazyce.
Výhodou je také malá velikost programu (1,5 MB) i souborů, které v Cabri vytvoříme. Můžeme manipulovat také s výstupy – například obrázky ve vektorové grafice zkopírovat do textových editorů, tabulky do tabulkových procesorů, vytvořit animace a zavěsit je na web apod.
Negativem tohoto programu je skutečnost, že není volně k dispozici v plné verzi. Jedná se o placený program ; cena za jednu licenci je okolo 4000 Kč, licence pro školy se pohybuje kolem 19 000 Kč, s licencemi pro studenty až 29 000 Kč. 
Pro školy, které nechtějí investovat do licencí, existují i volně dostupné programy s podobnými funkcemi jako Cabri – jsou to například GeoGebra nebo GeoNext.